# Milczenie w buddyzmie
Milczenie lub cisza (chiń. liangjiu; tyb. lung.du.ma.bsngan.pa'i.chos.bcu.bzhi'i.ming.la. Chin. wuyan; kor. muŏn; jap. mugon; wiet. vô ngân. Chin. wuji; kor. mugi; jap. mugi; wiet. vô ki) – dotyczą braku odpowiedzi ze strony Buddy na niektóre pytania i jednej z technik używanej w szkole chan do nauczania.

## Termin
Budda czasami nie odpowiadał na pytania, zwłaszcza dotyczące problemów metafizycznych, gdyż był praktykiem. Dyskutowanie dla dyskutowania i popisywanie się swoją wiedzą i przekonywanie innych, nie było według niego dobre. Najczęściej prowadziło to do jeszcze większego pomieszania i tworzenia silniejszych przywiązań u pytających. Zgodnie z tekstami Tripitaki przedstawiającymi dyskusje Buddy, zauważał on całe tło pytania; samo pytanie było bowiem tylko jednym z elementów sytuacji i uwarunkowań pytającego.
Według tekstów z dyskursami Buddy (Tripitaka) był on nauczycielem praktycznym, pełnym współczucia i mądrości. Nie odpowiadał po to, aby ukazać swoją wiedzę czy inteligencję, lecz by pomóc pytającemu na drodze do zrozumienia. Mówił jednak do ludzi utrzymujących w umysłach swoje standardy rozwoju, swoje skłonności, swój styl fałszowania rzeczywistości, swój charakter i swoje zdolności rozumienia poszczególnych problemów.
Według Buddy są cztery sposoby traktowania pytań:
- Prosta bezpośrednia odpowiedź.
- Odpowiedź poprzez analizowanie pytania.
- Odpowiedź przez pytanie.
- Odłożenie pytania (milczenie).

Z problemem milczenia, ciszy, łączą się ściśle pytania, na które nie ma odpowiedzi. Są to tzw. avyākrita (vastūni) czyli niewyrażalne. Wszystkie właściwie autorytety buddyjskie są zgodne, że jest ich czternaście. Są to właściwie cztery zestawy pytań; trzy z nich mają po cztery alternatywy, a ostatni, poświęcony duszy, tylko dwie. Te trzy pierwsze zestawy tworzą twierdzenia, które można nazwać poczwórnym zaprzeczeniem. W symbolach logiki wygląda to następująco – jeśli S = świat a P = wieczne, to:
- S jest P
- S jest ~P
- S jest (P.~P)
- S jest ~(P.~P)

| Czyli: - Śāśvato lokah. (Czy) Świat jest wieczny. - Aśāśvato lokah. (Czy) Świat nie jest wieczny. - Śāśvataś cāśāśvataś ca. (Czy )Świat jest wieczny i niewieczny. - Naiva śāśvato nāśāśvataśca. (Czy) Świat nie jest ani wieczny, ani niewieczny. - Antavān lokah. (Czy) Świat jest ograniczony (w przestrzeni). - Anantavān lokah. (Czy) Świat jest nieograniczony. - Antavāmś cānantavāmś ca. (Czy) Świat jest ograniczony i nieograniczony. - Naivāntavān nānantavān. (Czy) Świat jest ani ograniczony, ani nieograniczony. - Bhavati Tathāgatah param maranāt. (Czy) Tathagata istnieje po śmierci. - Na bhavati Tathāgatah param maranāt. (Czy) Tathagata nie istnieje po śmierci. - Bhavati ca na bhavati Tathāgatah param maranāt. (Czy) Tathagata istnieje i nie istnieje po śmierci. - Naiva bhavati na na bhavati Tathāgatah param maranāt. (Czy) Tathāgata ani istnieje, ani nie istnieje po śmierci. - Sajivas tac chariram. Czy zasada życia (dusza), jest tożsama z ciałem. - Anyo jivo' nyacchariram. Czy zasada życia (dusza), jest różna od ciała. |

Milczenia Buddy nie można w żadnym wypadku traktować jako agnostycyzmu; z zapisów dyskursów Buddy i z jego wyjaśnień dawanych uczniom widać, że jest ono wszakże poza wątpieniem i brakiem nadziei. Z tekstów tych widać, że odpowiedzi Buddy były zawsze stanowcze. Nie ignorował również metafizyki, był nie tylko świetnie obeznany z filozoficznymi spekulacjami tych czasów, ale i sam był wybitnym metafizykiem. Przez swoje wnikliwe analizy osiągnął pozycję, która przekraczała i unieważniała dogmatyczne procedury Rozumu. Odrzucenie przez niego spekulatywnej metafizyki było rozważne i powściągliwe. Filozofią Buddy był krytycyzm. Jego stanowisko nie było nihilizmem nawet w ukrytej formie. Także żadna z tradycji (szkół) buddyjskich nie była nihilistyczna. Milczenie Buddy może być interpretowane jako świadome zrozumienie nieopisywalnej natury Nieuwarunkowanej Rzeczywistości.
Aby uzasadnić swoje podejście do problemu, Budda posłużył się przypowieścią o człowieku trafionym strzałą. Nie pozwala on sobie pomóc dopóki nie odpowie się mu na jego pytania: z jakiej rodziny pochodzi ów strzelec, czy jest duży, średni czy mały, czy jego skóra jest czarna, brązowa czy żółta. Żadne z tych pytań nie ratuje go przed cierpieniem i zamiast pozwolić sobie pomóc, wikła się w serię niczego nierozwiązujących, w jego sytuacji, pytań.

## Krytycyzm
T.R.V. Murti traktuje milczenie Buddy jako początek buddyjskiej dialektyki na długo zanim Zachód ją ukształtował.
Milczenie Buddy było krytykowane i są trzy główne krytyczne interpretacje milczenia: praktyczna, agnostyczna i negatywna. Wszystkie one wynikają z niewłaściwego rozumienia buddyzmu i żadna nie jest zgodna z naukami Buddy i doktrynami szkół buddyjskich.
Dr E.J. Thomas tak pisze na temat negatywnej (anihilacyjnej) krytyki:
| Jest jednak pewne, że jest to konkluzja, której buddyści nigdy nie wyciągnęli. W tej właśnie sutrze anihilacja jest odrzucona. (...) Jedynym prawdziwym pytaniem jest jaką konkluzję wyprowadzili buddyści i co było dla nich logiczną odpowiedzią. Nie mogli uważać jej (nirwany) za bhāva, gdyż nie jest tym, co jest postrzegane przez zmysły, ani jako nieistniejącej. Buddyści osiągnęli pojęcie stanu, w którym ani istnienie, ani nieistnienie mogły być dowiedzione |

Budda osiągnął bardzo wysoki poziom filozoficznej świadomości i zauważył, że spekulacyjna metafizyka wywołuje nie tylko różnice ale i opozycję; gdy jeden teoretyk powie "tak" na jakieś pytanie, inny na to samo pytanie odpowie "nie". Budda znalazł na to jedyną możliwą odpowiedź. Jeśli dałby odpowiedzi "tak" lub "nie" wpadłby w sieci dogmatyzmu (skt diṭṭhi), który on zauważał u innych. Na opozycję poglądów eternalistycznych i nihilistycznych (skt śāśvatavāda i uccheda-vāda) Budda zaproponował inną, bardziej fundamentalną opozycję - mianowicie, tą pomiędzy dogmatyzmem (zarówno eternalizm jak i nihilizm są dogmatyczne) i krytycyzmem, który jest analityczną i refleksyjną świadomością ich jako dogmatycznych teorii. Krytycyzm jest wyzwoleniem ludzkiego umysłu od namiętności i wszelkich zagmatwań. Jest samą wolnością. Jest to stanowisko madhjamiki.

## Cisza w zenie
Cisza odgrywa także dużą rolę w praktyce zen. Używa się jej zamiast okrzyków, kijów czy innych środków wykorzystywanych przez mistrza w nauczaniu. Przykładem może tu być oryginalny przekaz zen przez Buddę do Mahakaśjapy. Podobnie się stało, gdy pewien z mnichów poprosił koreańskiego mistrza P'ach'o Hyejonga, działającego w Chinach, o pokazanie mu niedwoistej rzeczywistości. Odpowiedzią mistrza chan była cisza (chin. liangjiu). Taką właśnie ciszę określano czasem, że jest jak piorun; tak była wstrząsająca i skuteczna.
Wiele jest przykładów związanych z ciszą i jej wykorzystaniem przez mistrzów zen. Czasem było to w pełni świadome uchylenie się od odpowiedzi, aby wytworzona pustka sama wyrwała odpowiedź z pytającego. Często także zdarza się, że nawet mimowolna pauza w środku rozmowy doprowadza umysły do urzeczywistnienia.